# Großer Preis von Spanien 2010
Der Große Preis von Spanien 2010 (offiziell Formula 1 Gran Premio de España Telefónica 2010) fand am 9. Mai auf dem Circuit de Barcelona-Catalunya in Montmeló statt und war das fünfte Rennen der Formel-1-Weltmeisterschaft 2010.

## Berichte

### Hintergrund
Nach dem Großen Preis von China führte Jenson Button in der Fahrerwertung mit zehn Punkten vor Nico Rosberg und mit elf Punkten vor Fernando Alonso. In der Konstrukteurswertung führte McLaren-Mercedes mit 19 Punkten vor Ferrari und mit 36 Punkten vor Red Bull-Renault.
Der Große Preis von Spanien wurde 2010 zum insgesamt 40. Mal im Rahmen der Formel-1-Weltmeisterschaft ausgetragen, davon zum 20. Mal auf dem Circuit de Barcelona-Catalunya.
Nach mehreren dramatischen Motorproblemen, von denen sowohl das Unternehmen als auch seine Kundenteams betroffen waren, erhielt Ferrari von der FIA die Erlaubnis, seine Motoren zu modifizieren. Im Zuge der Kontroversen, die sich aus Vorwürfen ergaben, dass der generische „Barcode“-Aufkleber von Marlboro unterschwellige Werbung enthielt, entfernte Ferrari am Wochenende alle Spuren davon von seinem Auto.
Im Vorfeld des ersten Trainings konzentrierten sich die Medien auf mehrere wichtige Verbesserungen, die verschiedene Teams rechtzeitig zum Beginn der europäischen Saison eingeführt hatten. Mercedes verzichtete auf die Verwendung einer auf der Motorhaube montierten Airbox und setzte stattdessen auf einen starren vertikalen Überrollbügel und zwei ausgeprägte Lufteinlässe direkt hinter dem Fahrercockpit. Virgins Lösung für das Problem des zu kleinen Kraftstofftanks bestand darin, ein längeres Chassis zu entwickeln, um einen größeren Kraftstofftank unterzubringen, und ein brandneues Kraftstoffzufuhrsystem, das es ihnen ermöglichen würde, während des Qualifyings so leicht wie möglich zu fahren. Der VR-01 erhielt außerdem eine „Haifischflossen“-Motorverkleidung. Aufgrund der Vulkanausbrüche in Island, die zum Zeitpunkt des vorherigen Rennens den Flugverkehr durch Europa unterbrochen hatten, konnte jedoch nur ein Chassis nach Barcelona gelangen, das von Timo Glock eingesetzt wurde.
Mit Michael Schumacher (sechsmal), Alonso, Felipe Massa und Button (jeweils einmal) traten vier ehemalige Sieger zu diesem Grand Prix an.

### Training
Im ersten freien Training erzielte Lewis Hamilton vor seinem Teamkollegen Button und Mercedes-Pilot Schumacher die schnellste Runde. Christian Klien trat für HRT erstmals als Freitagstestfahrer im ersten Training an und war auf Anhieb schneller als Stammpilot Bruno Senna.
Im zweiten Freitagstraining setzte sich Sebastian Vettel vor seinem Teamkollegen Mark Webber an die Spitze des Feldes. Schumacher wurde erneut Dritter.
Im dritten freien Training am Samstagvormittag behielt Vettel vor Webber die Spitzenposition. Diesmal wurde Hamilton Dritter. Das Training musste nach Drehern von Kamui Kobayashi und Witali Petrow kurzzeitig unterbrochen werden. Beide Piloten kamen fast zeitgleich in derselben Kurve auf die noch nassen Curbs und drehten sich von der Strecke. Während Petrows Bolide leicht beschädigt wurde, konnte Kobayashi zum Ende des Trainings wieder auf die Strecke fahren.

### Qualifying

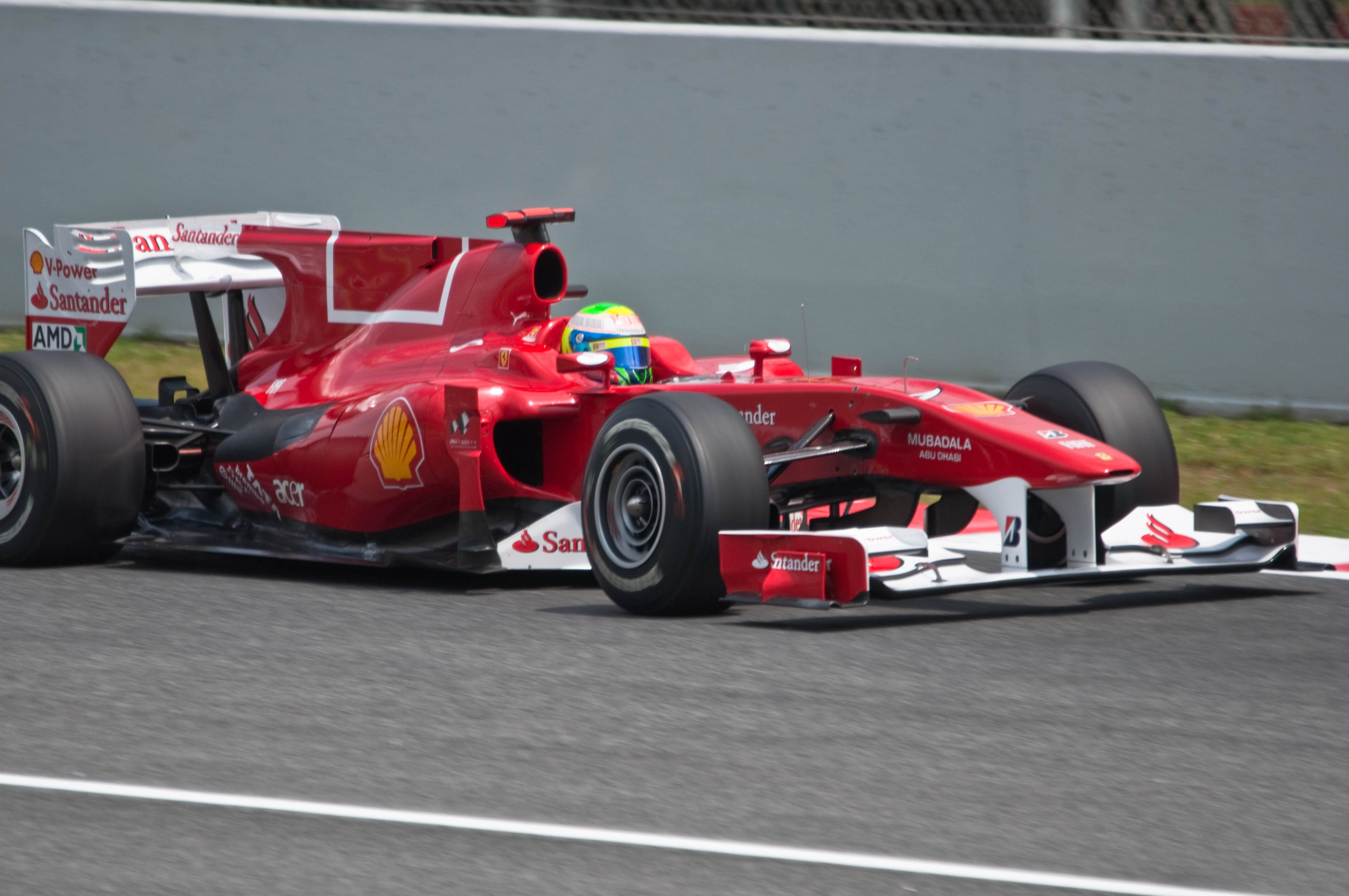
Ferrari änderte die Lackierung der Motorabdeckung des F10, nachdem dem Team vorgeworfen wurde, mit seinem bisherigen Design für Marlboro-Zigaretten zu werben

Das Qualifying bestand aus drei Teilen mit einer Nettolaufzeit von 45 Minuten. Im ersten Qualifying-Segment (Q1) hatten die Fahrer 18 Minuten Zeit, um sich für das Rennen zu qualifizieren. Die besten 17 Fahrer erreichten den nächsten Teil. Im ersten Abschnitt des Qualifyings fuhr Webber die schnellste Runde. Die HRT-, Virgin und Lotus-Piloten sowie Rubens Barrichello schieden aus.
Auch im zweiten Abschnitt (Q2) behielt Webber die Führungsposition. Die Force India- und Toro-Rosso-Piloten sowie Petrow, Hülkenberg und de la Rosa schieden aus.
Im finalen Abschnitt des Qualifyings (Q3) war Webber erneut der Schnellste und sicherte sich damit seine zweite Pole-Position der Saison. Von Platz zwei und drei gingen Vettel und Hamilton ins Rennen.

### Rennen

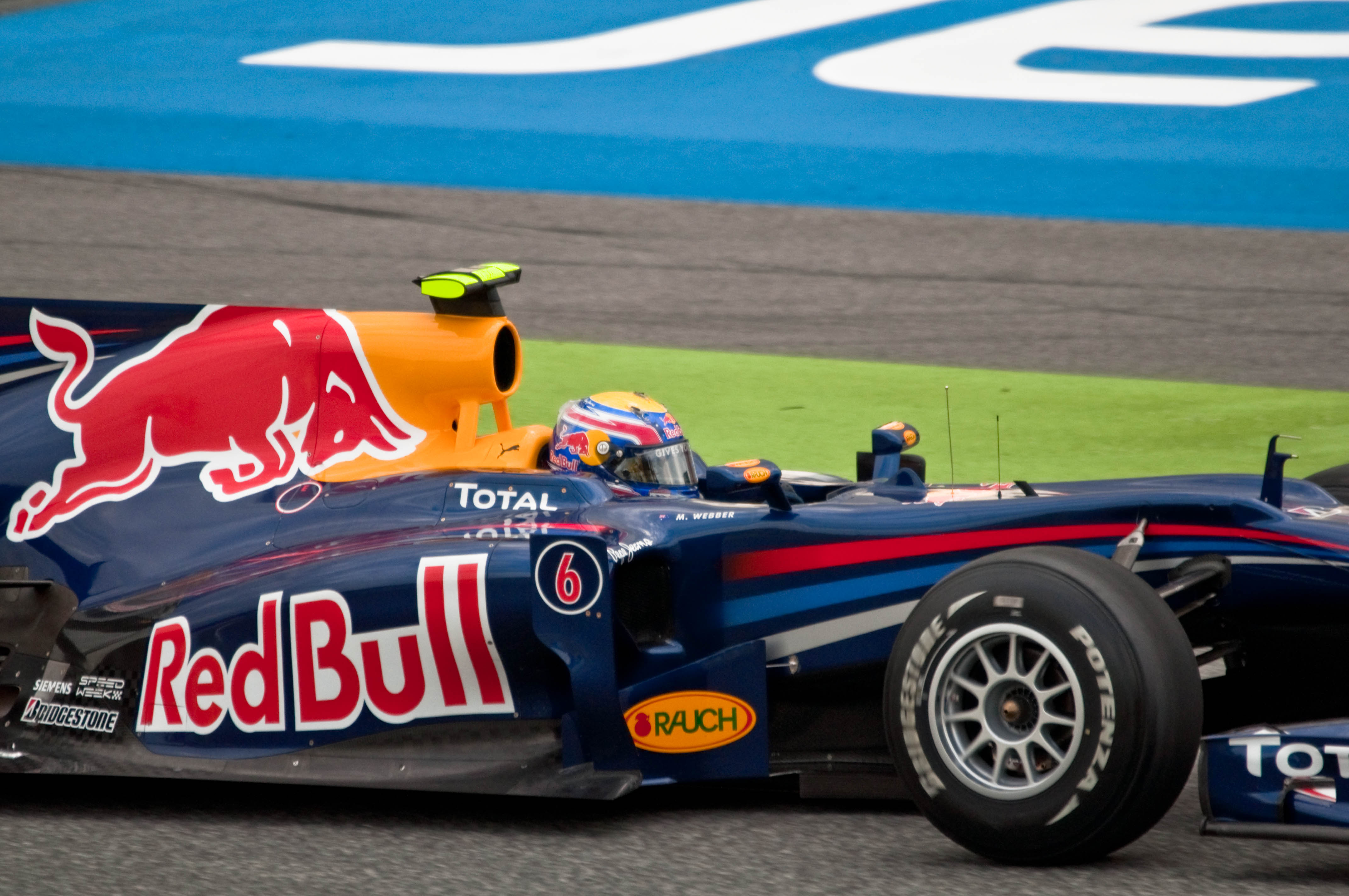
Mark Webber gewann zunächst den Start und dann das Rennen

Lotus-Pilot Heikki Kovalainen trat wegen eines Getriebeproblems nicht zum Großen Preis von Spanien an. Beim Start kam es an der Spitze zu keiner Positionsverschiebung und Webber behauptete die erste Position. Rosberg und Robert Kubica berührten sich leicht und Rosberg fiel, nachdem er neben der Strecke war, zurück. Im hinteren Teil des Feldes schied Senna bereits nach vier Kurven im Kiesbett stehend aus. Webber baute vorne einen kleinen Vorsprung auf seinen Teamkollegen aus, allerdings konnten sich die beiden Red Bull-Renault nicht deutlich vom Rest des Feldes lösen.
Bei den Boxenstopps kam es zu den ersten Verschiebungen. Schumacher, der vor seinem Stopp hinter Button auf dem sechsten Platz lag, konnte mit einem früheren Stopp und einem Überholmanöver auf der Start-Ziel-Geraden an Button, der aus der Boxengasse herausfuhr, vorbeiziehen. Während Button eine Position verlor, lief es für seinen Teamkollegen andersherum. Zwar kam Hamilton nach Vettel an die Box, dennoch überholte der McLaren-Pilot Vettel bei der Boxenausfahrt. Die Spitzenposition behielt Webber, der wegen eines späten Stopps die Führung nicht zwischenzeitlich abgeben musste.
Während de la Rosa nach 18 Runden mit einem Folgeschaden nach einem Reifenschaden in der ersten Runde aufgeben musste, versuchte Button immer wieder an Schumacher vorbeizugehen, blieb aber erfolglos. Außerdem wurde Sébastien Buemi wegen gefährlichen Herausfahrens aus der Boxengasse mit einer Durchfahrtsstrafe belegt.
Beim Überrunden kam es kurz hintereinander zu zwei Zwischenfällen um Karun Chandhok. Zunächst verbremste sich Massa beim Überrunden und beschädigte sich einen Teil seines Frontflügels. Der Ferrari-Pilot fuhr das Rennen ohne Beeinträchtigungen weiter. Anschließend hatte Chandhok eine zweite Berührung, als Jaime Alguersuari nach der Überrundung früh die Spur wechselte und Chandhok seinen Frontflügel verlor. Der HRT-Pilot musste das Rennen anschließend beenden. Alguersuari erhielt für sein Manöver eine Durchfahrtsstrafe.
Währenddessen führte Webber weiterhin das Rennen an und vergrößerte seinen Vorsprung auf Hamilton kontinuierlich. Mit wenig Rückstand hinter dem McLaren-Mercedes-Pilot lag Vettel auf dem dritten Platz. Lokalmatador Alonso, der ein unspektakuläres Rennen fuhr, folgte den beiden mit etwas Abstand. In etwa 20 Sekunden hinter Alonso folgten Schumacher, Button und Massa.

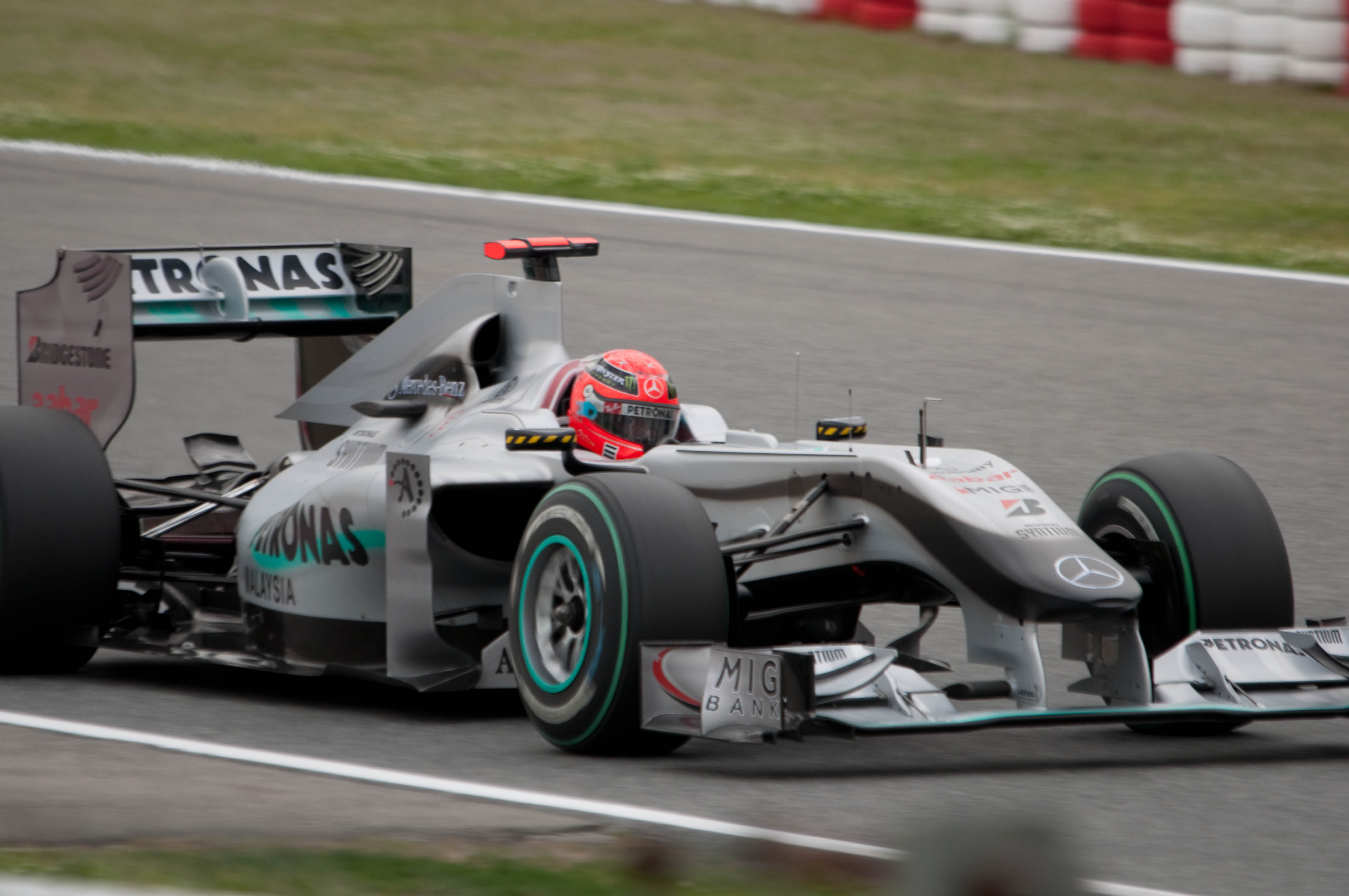
Michael Schumacher zog bei den Boxenstopps an Jenson Button vorbei und konnte seine Position bis zum Ende des Rennens verteidigen

Nachdem Buemi mit Hydraulik-Probleme aufgegeben hatte, musste Vettel zwölf Runden vor Schluss zu einem weiteren Reifenwechsel an die Box. Er verlor dabei seinen dritten Platz an Alonso. Da er aber genügend Vorsprung auf Schumacher hatte, musste er nur einen Platz abgeben. Vettel hatte zudem Bremsprobleme, blieb aber wegen des großen Vorsprungs bis zum Rennende vor Schumacher.

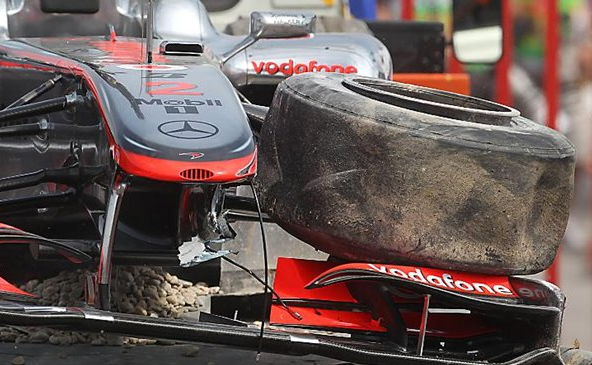
Lewis Hamilton lag bis zur letzten Runde auf dem zweiten Platz

Nachdem Hamilton in der 59. Runde die schnellste Rennrunde erzielt hatte, ging er als Zweiter in die letzte Runde. Aufgrund eines Defekts am linken Vorderrad kam er in der Renault-Kurve neben die Strecke und musste das Rennen in der Streckenbegrenzung aufgeben. Da er genügend Runden absolviert hatte, wurde er noch als 14. gewertet. Auch Vitantonio Liuzzi beendete das Rennen nicht, da er ebenfalls in der letzten Runde ausfiel.
Webber gewann schlussendlich sein erstes Rennen in dieser Saison vor Alonso und Vettel. Es war ein Start-Ziel-Sieg für den Australier. Schumacher verteidigte seine Position das gesamte Rennen und wurde vor Button und Massa Vierter. Die restlichen Punkte gingen an Adrian Sutil, Kubica, Barrichello und Alguersuari.
In den Weltmeisterschaftswertungen behielten Button und McLaren-Mercedes die Spitzenpositionen.

## Meldeliste
| Team                         | Nr. | Fahrer             | Chassis           | Motor                | Reifen |
| ---------------------------- | --- | ------------------ | ----------------- | -------------------- | ------ |
| Vodafone McLaren Mercedes    | 01  | Jenson Button      | McLaren MP4-25    | Mercedes-Benz 2.4 V8 | B      |
| Vodafone McLaren Mercedes    | 02  | Lewis Hamilton     | McLaren MP4-25    | Mercedes-Benz 2.4 V8 | B      |
| Mercedes GP Petronas F1 Team | 03  | Michael Schumacher | Mercedes MGP W01  | Mercedes-Benz 2.4 V8 | B      |
| Mercedes GP Petronas F1 Team | 04  | Nico Rosberg       | Mercedes MGP W01  | Mercedes-Benz 2.4 V8 | B      |
| Red Bull Racing              | 05  | Sebastian Vettel   | Red Bull RB6      | Renault 2.4 V8       | B      |
| Red Bull Racing              | 06  | Mark Webber        | Red Bull RB6      | Renault 2.4 V8       | B      |
| Scuderia Ferrari Marlboro    | 07  | Felipe Massa       | Ferrari F10       | Ferrari 2.4 V8       | B      |
| Scuderia Ferrari Marlboro    | 08  | Fernando Alonso    | Ferrari F10       | Ferrari 2.4 V8       | B      |
| AT&T Williams                | 09  | Rubens Barrichello | Williams FW32     | Cosworth 2.4 V8      | B      |
| AT&T Williams                | 10  | Nico Hülkenberg    | Williams FW32     | Cosworth 2.4 V8      | B      |
| Renault F1 Team              | 11  | Robert Kubica      | Renault R30       | Renault 2.4 V8       | B      |
| Renault F1 Team              | 12  | Witali Petrow      | Renault R30       | Renault 2.4 V8       | B      |
| Force India F1 Team          | 14  | Adrian Sutil       | Force India VJM03 | Mercedes-Benz 2.4 V8 | B      |
| Force India F1 Team          | 15  | Paul di Resta      | Force India VJM03 | Mercedes-Benz 2.4 V8 | B      |
| Force India F1 Team          | 15  | Vitantonio Liuzzi  | Force India VJM03 | Mercedes-Benz 2.4 V8 | B      |
| Scuderia Toro Rosso          | 16  | Sébastien Buemi    | Toro Rosso STR5   | Ferrari 2.4 V8       | B      |
| Scuderia Toro Rosso          | 17  | Jaime Alguersuari  | Toro Rosso STR5   | Ferrari 2.4 V8       | B      |
| Lotus Racing                 | 18  | Jarno Trulli       | Lotus T127        | Cosworth 2.4 V8      | B      |
| Lotus Racing                 | 19  | Heikki Kovalainen  | Lotus T127        | Cosworth 2.4 V8      | B      |
| HRT F1 Team                  | 20  | Christian Klien    | HRT F110          | Cosworth 2.4 V8      | B      |
| HRT F1 Team                  | 20  | Karun Chandhok     | HRT F110          | Cosworth 2.4 V8      | B      |
| HRT F1 Team                  | 21  | Bruno Senna        | HRT F110          | Cosworth 2.4 V8      | B      |
| BMW Sauber F1 Team           | 22  | Pedro de la Rosa   | Sauber C29        | Ferrari 2.4 V8       | B      |
| BMW Sauber F1 Team           | 23  | Kamui Kobayashi    | Sauber C29        | Ferrari 2.4 V8       | B      |
| Virgin Racing                | 24  | Timo Glock         | Virgin VR-01      | Cosworth 2.4 V8      | B      |
| Virgin Racing                | 25  | Lucas di Grassi    | Virgin VR-01      | Cosworth 2.4 V8      | B      |

Anmerkungen
1. 1 2  Di Resta fuhr den Force India mit der Nummer 15 im ersten freien Training. Liuzzi übernahm das Fahrzeug anschließend für das restliche Rennwochenende.
2. 1 2  Klien fuhr den HRT mit der Nummer 20 im ersten freien Training. Chandhok übernahm das Fahrzeug anschließend für das restliche Rennwochenende.

## Klassifikationen

### Qualifying
| Pos. | Fahrer             | Konstrukteur         | Q1       | Q2       | Q3       | Start |
| ---- | ------------------ | -------------------- | -------- | -------- | -------- | ----- |
| 01   | Mark Webber        | Red Bull-Renault     | 1:21,412 | 1:20,655 | 1:19,995 | 01    |
| 02   | Sebastian Vettel   | Red Bull-Renault     | 1:21,680 | 1:20,772 | 1:20,101 | 02    |
| 03   | Lewis Hamilton     | McLaren-Mercedes     | 1:21,723 | 1:21,415 | 1:20,829 | 03    |
| 04   | Fernando Alonso    | Ferrari              | 1:21,957 | 1:21,549 | 1:20,937 | 04    |
| 05   | Jenson Button      | McLaren-Mercedes     | 1:21,915 | 1:21,168 | 1:20,991 | 05    |
| 06   | Michael Schumacher | Mercedes             | 1:22,528 | 1:21,557 | 1:21,294 | 06    |
| 07   | Robert Kubica      | Renault              | 1:22,488 | 1:21,599 | 1:21,353 | 07    |
| 08   | Nico Rosberg       | Mercedes             | 1:22,419 | 1:21,867 | 1:21,408 | 08    |
| 09   | Felipe Massa       | Ferrari              | 1:22,564 | 1:21,841 | 1:21,585 | 09    |
| 10   | Kamui Kobayashi    | Sauber-Ferrari       | 1:22,577 | 1:21,725 | 1:21,984 | 10    |
| 11   | Adrian Sutil       | Force India-Mercedes | 1:22,628 | 1:21,985 | –        | 11    |
| 12   | Pedro de la Rosa   | Sauber-Ferrari       | 1:22,211 | 1:22,026 | –        | 12    |
| 13   | Nico Hülkenberg    | Williams-Cosworth    | 1:22,857 | 1:22,131 | –        | 13    |
| 14   | Witali Petrow      | Renault              | 1:22,976 | 1:22,139 | –        | 19    |
| 15   | Sébastien Buemi    | Toro Rosso-Ferrari   | 1:22,699 | 1:22,191 | –        | 14    |
| 16   | Jaime Alguersuari  | Toro Rosso-Ferrari   | 1:22,593 | 1:22,207 | –        | 15    |
| 17   | Vitantonio Liuzzi  | Force India-Mercedes | 1:23,084 | 1:22,854 | –        | 16    |
| 18   | Rubens Barrichello | Williams-Cosworth    | 1:23,125 | –        | –        | 17    |
| 19   | Jarno Trulli       | Lotus-Cosworth       | 1:24,674 | –        | –        | 18    |
| 20   | Heikki Kovalainen  | Lotus-Cosworth       | 1:24,748 | –        | –        | 20    |
| 21   | Timo Glock         | Virgin-Cosworth      | 1:25,475 | –        | –        | 22    |
| 22   | Lucas di Grassi    | Virgin-Cosworth      | 1:25,556 | –        | –        | 23    |
| 23   | Karun Chandhok     | HRT-Cosworth         | 1:26,750 | –        | –        | 24    |
| 24   | Bruno Senna        | HRT-Cosworth         | 1:27,122 | –        | –        | 21    |

Anmerkungen
1. 1 2 3 4  Petrow sowie Chandhok wurden wegen eines Getriebewechsels und Glock sowie di Grassi wurden wegen eines Regelverstoßes bezüglich der Getriebeeinstellung um fünf Plätze nach hinten versetzt.

### Rennen
| Pos. | Fahrer             | Konstrukteur         | Runden | Stopps | Zeit        | Start | Schnellste Runde |
| ---- | ------------------ | -------------------- | ------ | ------ | ----------- | ----- | ---------------- |
| 01   | Mark Webber        | Red Bull-Renault     | 66     | 1      | 1:35:44,101 | 01    | 1:24,828 (62.)   |
| 02   | Fernando Alonso    | Ferrari              | 66     | 1      | + 24,065    | 04    | 1:24,846 (57.)   |
| 03   | Sebastian Vettel   | Red Bull-Renault     | 66     | 2      | + 51,338    | 02    | 1:25,176 (56.)   |
| 04   | Michael Schumacher | Mercedes             | 66     | 1      | + 1:02,195  | 06    | 1:25,529 (64.)   |
| 05   | Jenson Button      | McLaren-Mercedes     | 66     | 1      | + 1:03,728  | 05    | 1:25,166 (64.)   |
| 06   | Felipe Massa       | Ferrari              | 66     | 1      | + 1:05,767  | 09    | 1:25,497 (64.)   |
| 07   | Adrian Sutil       | Force India-Mercedes | 66     | 1      | + 1:12,941  | 11    | 1:25,845 (65.)   |
| 08   | Robert Kubica      | Renault              | 66     | 1      | + 1:13,677  | 07    | 1:25,466 (66.)   |
| 09   | Rubens Barrichello | Williams-Cosworth    | 65     | 1      | + 1 Runde   | 17    | 1:25,728 (59.)   |
| 10   | Jaime Alguersuari  | Toro Rosso-Ferrari   | 65     | 2      | + 1 Runde   | 15    | 1:25,655 (63.)   |
| 11   | Witali Petrow      | Renault              | 65     | 1      | + 1 Runde   | 19    | 1:25,470 (63.)   |
| 12   | Kamui Kobayashi    | Sauber-Ferrari       | 65     | 1      | + 1 Runde   | 10    | 1:26,083 (62.)   |
| 13   | Nico Rosberg       | Mercedes             | 65     | 2      | + 1 Runde   | 08    | 1:25,455 (50.)   |
| 14   | Lewis Hamilton     | McLaren-Mercedes     | 64     | 1      | DNF         | 03    | 1:24,357 (59.)   |
| 15   | Vitantonio Liuzzi  | Force India-Mercedes | 64     | 1      | DNF         | 16    | 1:25,924 (63.)   |
| 16   | Nico Hülkenberg    | Williams-Cosworth    | 64     | 2      | + 2 Runden  | 13    | 1:26,863 (63.)   |
| 17   | Jarno Trulli       | Lotus-Cosworth       | 63     | 1      | + 2 Runden  | 18    | 1:29,564 (56.)   |
| 18   | Timo Glock         | Virgin-Cosworth      | 63     | 1      | + 2 Runden  | 22    | 1:29,776 (60.)   |
| 19   | Lucas di Grassi    | Virgin-Cosworth      | 62     | 1      | + 2 Runden  | 23    | 1:29,904 (47.)   |
| –    | Sébastien Buemi    | Toro Rosso-Ferrari   | 42     | 3      | DNF         | 14    | 1:26,724 (41.)   |
| –    | Karun Chandhok     | HRT-Cosworth         | 27     | 1      | DNF         | 24    | 1:32,041 (26.)   |
| –    | Pedro de la Rosa   | Sauber-Ferrari       | 18     | 1      | DNF         | 12    | 1:30,411 (09.)   |
| –    | Bruno Senna        | HRT-Cosworth         | 0      | –      | DNF         | 21    | –                |
| DNS  | Heikki Kovalainen  | Lotus-Cosworth       | –      | –      | –           | 20    | –                |

Anmerkungen
1. ↑  Kovalainen konnte aufgrund eines Getriebeproblems nicht am Rennen teilnehmen.

## WM-Stände nach dem Rennen
Die ersten zehn des Rennens bekamen 25, 18, 15, 12, 10, 8, 6, 4, 2 bzw. 1 Punkt(e).

### Fahrerwertung
| Pos. | Fahrer             | Konstrukteur         | Punkte |
| ---- | ------------------ | -------------------- | ------ |
| 01   | Jenson Button      | McLaren-Mercedes     | 70     |
| 02   | Fernando Alonso    | Ferrari              | 67     |
| 03   | Sebastian Vettel   | Red Bull-Renault     | 60     |
| 04   | Mark Webber        | Red Bull-Renault     | 53     |
| 05   | Nico Rosberg       | Mercedes             | 50     |
| 06   | Lewis Hamilton     | McLaren-Mercedes     | 49     |
| 07   | Felipe Massa       | Ferrari              | 49     |
| 08   | Robert Kubica      | Renault              | 44     |
| 09   | Michael Schumacher | Mercedes             | 22     |
| 10   | Adrian Sutil       | Force India-Mercedes | 16     |
| 11   | Vitantonio Liuzzi  | Force India-Mercedes | 8      |
| 12   | Rubens Barrichello | Williams-Cosworth    | 7      |

| Pos. | Fahrer            | Konstrukteur       | Punkte |
| ---- | ----------------- | ------------------ | ------ |
| 13   | Witali Petrow     | Renault            | 6      |
| 14   | Jaime Alguersuari | Toro Rosso-Ferrari | 3      |
| 15   | Nico Hülkenberg   | Williams-Cosworth  | 1      |
| 16   | Sébastien Buemi   | Toro Rosso-Ferrari | 0      |
| 17   | Pedro de la Rosa  | Sauber-Ferrari     | 0      |
| 18   | Kamui Kobayashi   | Sauber-Ferrari     | 0      |
| 19   | Heikki Kovalainen | Lotus-Cosworth     | 0      |
| 20   | Karun Chandhok    | HRT-Cosworth       | 0      |
| 21   | Lucas di Grassi   | Virgin-Cosworth    | 0      |
| 22   | Bruno Senna       | HRT-Cosworth       | 0      |
| 23   | Jarno Trulli      | Lotus-Cosworth     | 0      |
| 24   | Timo Glock        | Virgin-Cosworth    | 0      |

### Konstrukteurswertung
| Pos. | Konstrukteur         | Punkte |
| ---- | -------------------- | ------ |
| 01   | McLaren-Mercedes     | 119    |
| 02   | Ferrari              | 116    |
| 03   | Red Bull-Renault     | 113    |
| 04   | Mercedes             | 72     |
| 05   | Renault              | 50     |
| 06   | Force India-Mercedes | 24     |

| Pos. | Konstrukteur       | Punkte |
| ---- | ------------------ | ------ |
| 07   | Williams-Cosworth  | 8      |
| 08   | Toro Rosso-Ferrari | 3      |
| 09   | Sauber-Ferrari     | 0      |
| 10   | Lotus-Cosworth     | 0      |
| 11   | HRT-Cosworth       | 0      |
| 12   | Virgin-Cosworth    | 0      |